# Карнотавр
Карнота́вр (лат. Carnotaurus — «м'ясоїдний бик») — рід тероподів, що мешкали в Південній Америці в пізній Крейдяний період, ймовірно, у проміжку між 71—69 млн років тому. Єдиний вид — Carnotaurus sastrei. Відомий за єдиним добре збереженим скелетом, це один з найкраще вивчених тероподів з Південної півкулі. Скелет, знайдений у 1984 році, був відкопаний в аргентинській провінції Чубут з порід формації Ла-Колонія. Карнотавр — похідний представник абелізаврових, групи великих тероподів, які займали велику хижацьку нішу на південній суші Гондвани упродовж пізньої Крейди. В межах абелізаврових рід часто розглядається як представник Brachyrostra, підряду короткорилих карнотаврових Південної Америки.
Карнотавр був легким двоногим хижаком, довжиною від 7,5 до 8 м і вагою 1,3—2,1 тонни. Як теропод, карнотавр був вузькоспеціалізованим і самобутнім. Він мав товсті роги над очима і дуже глибокий череп, що сидів на м'язистій шиї. Карнотавр також характеризувався маленькими, рудиментарними передніми кінцівками та довгими, стрункими задніми кінцівками. Скелет зберігся з великими відбитками шкіри, на яких видно мозаїку з дрібних лусочок, що не перекриваються, діаметром приблизно 5 мм. Мозаїка переривалася великими горбками, що вистилали боки тварини, і немає жодних натяків на пір'я.
Характерні роги та м'язиста шия могли використовуватися для боротьби з іншими представниками роду. Згідно з окремими дослідженнями, особини-суперники могли боротися один з одним швидкими ударами головою, повільними поштовхами верхніми частинами черепа або таранити один одного лоб в лоб, використовуючи роги як амортизатори. Харчові звички карнозавра залишаються незрозумілими: деякі дослідження припускають, що тварина могла полювати на дуже велику здобич, таку як завроподи, тоді як інші дослідження виявили, що вона полювала переважно на відносно дрібних тварин. Його мозкова порожнина свідчить про гострий нюх, тоді як слух і зір були розвинені гірше. Карнотавр, ймовірно, був добре пристосований до бігу і, можливо, був одним з найшвидших великих тероподів.

## Дослідження

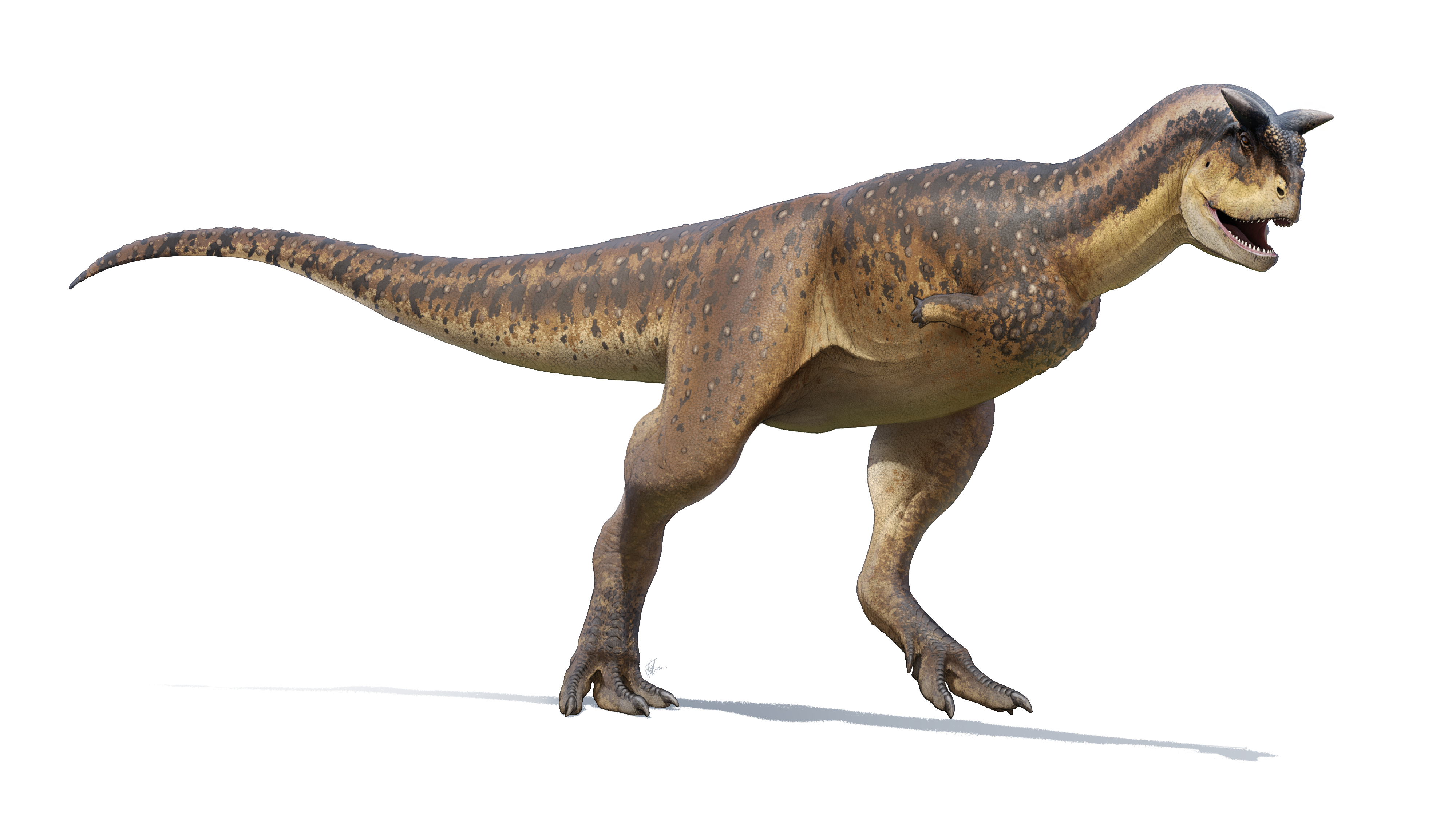
Художня реконструкція

Єдиний скелет (голотип MACN-CH 894) був розкопаний у 1984 році експедицією під керівництвом аргентинського палеонтолога Хосе Бонапарте. Скелет добре збережений і зчленований (все ще з'єднаний разом), лише задні дві третини хвоста, більша частина гомілки та задні лапи зруйновані вивітрюванням. Скелет належав дорослій особі, на що вказують зрощені шви на черепній коробці. Його знайшли лежачим на правому боці, у типовій передсмертній позі з шиєю, перекинутою назад на тулуб. Незвично, що він зберігся з обширними відбитками шкіри. Під час скам'яніння череп був деформований, від чого виличні кістки лівої сторони змістилися вперед відносно правої сторони, носові кістки висунулися догори, а передщелепні кістки насунулися назад на носові кістки. Деформація також перебільшила вигин верхньої щелепи догори. Носова частина черепа зазнала більшого впливу деформації, ніж задня частина черепа, можливо, через більшу жорсткість останньої. У вигляді зверху або знизу верхні щелепи були менш U-подібними, ніж нижні, що призводило до очевидної невідповідності. Ця невідповідність є результатом деформації, що діє з боків, яка вплинула на верхні щелепи, але не на нижні, можливо, через більшу гнучкість суглобів в останніх.
У 1985 році Бонапарте опублікував замітку, в якій представив Carnotaurus sastrei як новий рід і вид та коротко описав його череп і нижню щелепу. Родова назва Carnotaurus походить від лат. carno [carnis] — («плоть») і лат. taurus — («бик») і може бути перекладена як «бик-м'ясоїд», натякаючи на схожі на бичачі роги тварин. Видова назва sastrei походить від імені Анхеля Састре, власника ранчо, де скелет був знайдений. У 1990 році був опублікований повний опис всього скелета.

## Опис

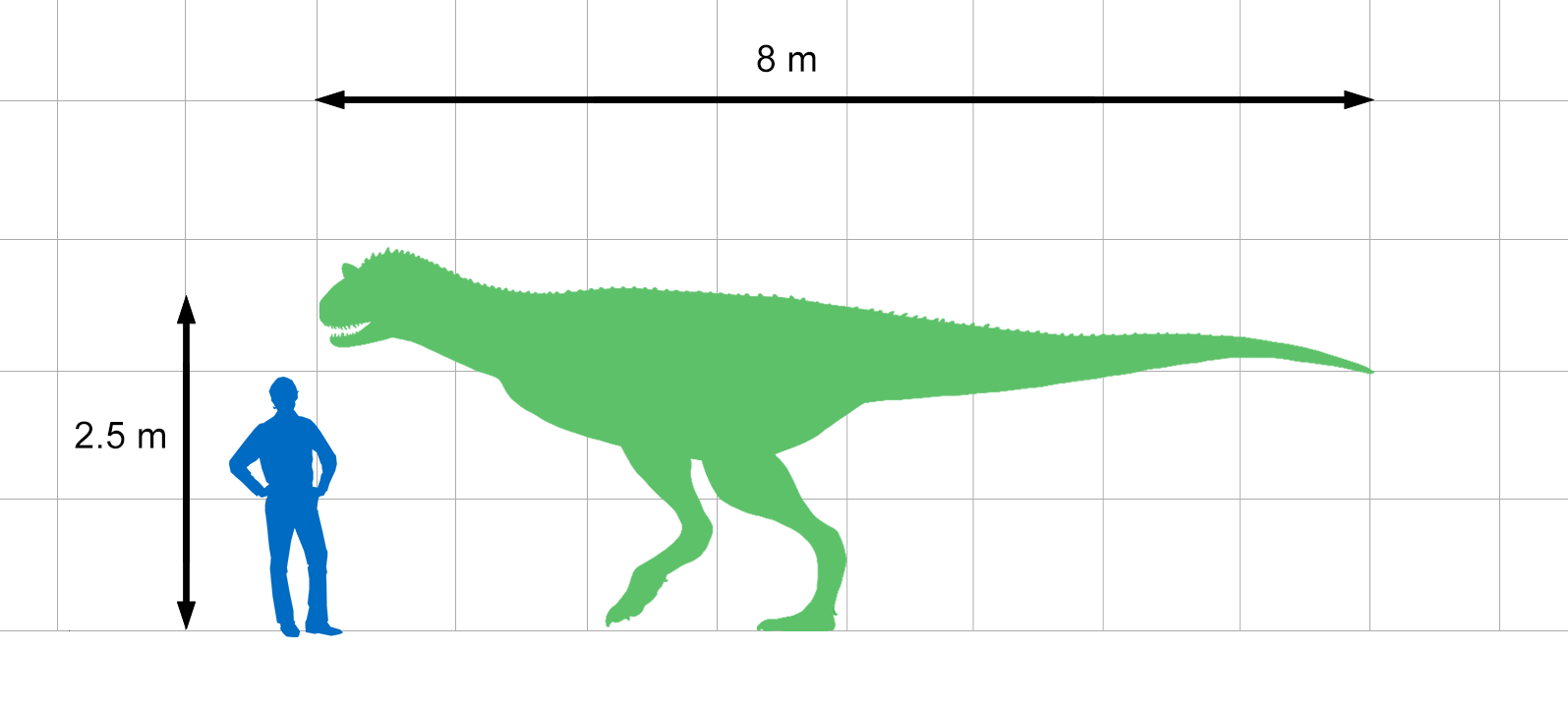
Порівняння розмірів карнозавра та людини

Карнотавр був великим, але легким хижаком. Єдина відома особина була близько 7,5—8 м у довжину, що робить карнозавра одним з найбільших абелізаврових. Ekrixinatosaurus і, можливо, абелізавр, дані про яких дуже неповні, могли бути схожими або більшими за розміром. Дослідження 2016 року показало, що лише пікнонемозавр (8,9 м) був довшим за карнозавра; його довжина оцінювалася в 7,8 м. Його маса оцінювалася в 1350 кг, 1500 кг, 2000 кг, 2100 кг і 1306—1743 кг в окремих дослідженнях, які використовували різні методи оцінювання. Карнотавр був високоспеціалізованим тероподом, про що свідчать особливості черепа, хребців і передніх кінцівок. З іншого боку, таз і задні кінцівки залишалися відносно консервативними, нагадуючи ті, що були у більш базального цератозавра. І таз, і задні кінцівки були довгими та стрункими. Ліва стегнова кістка описаної особини має довжину 103 см, але середній діаметр — лише 11 см.

### Шкіра

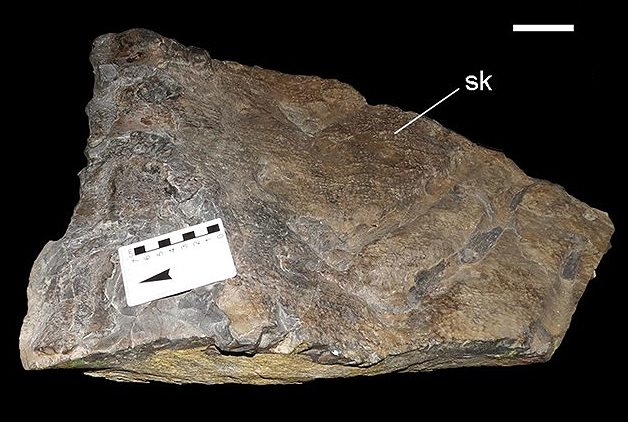
Відбиток шкіри хвоста карнотавра (масштабна лінійка: 5 см)

Карнотавр був першим відкритим тероподом зі значною кількістю викопних відбитків шкіри. Ці відбитки, знайдені під правою стороною скелета, походять з різних частин тіла, включаючи нижню щелепу, передню частину шиї, плечовий пояс і грудну клітину. Найбільший клаптик шкіри відповідає передній частині хвоста. Спочатку права сторона голови також була вкрита великими ділянками шкіри — це не було розпізнано при підготовці черепа, і ці ділянки були випадково знищені, проте текстура поверхні декількох кісток черепа дозволяє зробити висновки про їхній ймовірний покров. Горбиста поверхня з борознами, ямками та невеликими отворами, виявлений з боків і спереду морди, вказує на лускатий покрив, можливо, з пласкою лускою, як у сучасних крокодилів. Верхня частина морди була вкрита численними маленькими отворами й шипами — текстурою, схожою на роговий покрив. Ряд великих лусочок, ймовірно, оточував око, на що вказує горбиста поверхня з поздовжніми борознами на сльозовій і посторбітальних кістках.
Шкіра складалася з мозаїки полігональних лусочок, що не перекривалися, діаметром приблизно 5—12 мм. Ця мозаїка була розділена тонкими паралельними жолобками. Луска була подібною на різних частинах тіла, за винятком голови, що мала інший, нерегулярний малюнок луски. Слідів пір'я не було виявлено. Збільшені шишкоподібні структури були розподілені по боках шиї, спини та хвоста нерівними рядами. Ці горбки були діаметром від 4 до 5 см і висотою до 5 см. Вони були розташовані на відстані 8—10 см одна від одної та збільшувались до маківки тварини. Ці горбики, ймовірно, являли собою особливі лусочки — скупчення рогових щитків — подібні до тих, які можна побачити на м'якій оборці, що проходила вздовж середньої лінії тіла у гадрозаврових («качкодзьобих») динозаврів. Ці структури не містили кісток. Стівен Черкас (1997) припустив, що ці структури могли захищати боки тварини під час сутичок з представниками того ж виду та іншими тероподами, стверджуючи, що подібні структури можна знайти на шиї сучасної ігуани, де вони забезпечують обмежений захист у бою.
Останні дослідження шкіри карнозавра, опубліковані у 2021 році, свідчать про те, що попередні зображення луски на тілі є неточними — великі рогові щитки були хаотично розподілені по тілу, а не розташовані дискретними рядами, як на старих художніх зображеннях та ілюстраціях. Також немає ознак прогресивної зміни розміру луски на різних ділянках вздовж тіла. Для порівняння, хвостова луска карнозавра була дуже мінливою, варіюючи в розмірах від дрібних і витягнутих до великих і полігональних, а також від круглої до лінзоподібної в грудній, лопатковій і хвостовій ділянках відповідно. Така диференціація розмірів може бути пов'язана з регулюванням тепла тіла і скиданням надлишкового тепла, спричиненого великими розмірами тіла та активним способом життя.